# ISO 13485
ISO 13485 je norma koju je 2003. g. predstavila Međunarodna organizacija za normizaciju (ISO) i koja predstavlja niz zahtjeva potrebnih za sustav održavanja kvalitete proizvodnje medicinskih proizvoda. Ova norma je zamijenila norme EN 46001, EN 46002 (iz 1997. g.), verziju norme ISO 13485 iz 1996. g. i normu ISO 13488 (1996. g.).
Iako je prvenstveno zamišljena kao norma koja odgovara sustavima kvalitete korištenima u medicinskoj industriji, tvrtka ili organizacija koja koristi normu ISO 13485 ne mora nužno proizvoditi medicinske proizvode kako bi dobila certifikat o korištenju te norme, za razliku od npr. norme ISO/TS 16949 (automobilska industrija), koa omogućuje zahtjev za certifikacijom jedino tvrtkama koje sudjeluju na natječajima koje objavljuje International Automotive Task Force.
ISO 13485 je zaseban dokument, no usklađen je s normom ISO 9001. Osnovna je razlika u pristupu stalnom poboljšanju uvjeta; ISO 9001 zahtijeva da se uvjeti sustava kvalitete neprestano poboljšavaju, dok ISO 13485 zahtijeva da certificirana organizacija potvrdi da su smjernice uspješno implementirane i održavane. Smjernica norme ISO 9001 o zadovoljstvu klijenta nije dio norme ISO 13485.
Ostale razlike:
- pridržavanje regulatornih zahtjeva odgovornost je osoblja odgovornog za upravljanje sustavom kvalitete. Primjeri takvih zahtjeva specifičnih za određeno tržište jest Odredba 21 CFR 820, dio sustava kvalitete za medicinske proizvode koji se prodaju na tržištu SAD-a i koju regulira američka Agencija za hranu i lijekove (Food and Drug Administration) ili Odredba 93/42/ECC koja regulira prodaju proizvoda na tržištu Europske unije;
- radna okolina koja osigurava sigurnost završnog proizvoda;
- upravljanje rizikom i razvoj proizvoda;
- specifični zahtjevi inspekcije i sljedivosti proizvoda koji se mogu ugrađivati;
- specifični zahtjevi za dokumentaciju i provjeru valjanosti postupaka koji uključuju sterilizirane medicinske uređaje;
- specifični zahtjevi za potvrđivanje učinkovitosti provođenja korektivnih i preventivnih mjera;

Sukladnost s normom ISO 13485 smatra se prvim korakom prema sukladnosti s regulatornim zahtjevima Europske unije. Usklađenost medicinskih proizvoda i in vitro dijagnostičkih proizvoda s odredbama 93/42/EEC, 90/385/EEC i 98/79/EEC mora biti provjerena prije puštanja proizvoda u prodaju. Poželjna metoda dokazivanja usuglašenosti jest certifikacija sustava upravljanja kvalitetom u skladu s normama ISO 9001 i/ili ISO 13485, te ISO 14971 koju provodi nadležno tijelo za ocjenu sukladnosti. Pozitivna procjena znači dobivanje certifikata usuglašenosti koji dozvoljava korištenje CE oznake i prodaju proizvoda na tržištu Europske unije.
Norma koju je usvojio CEN pod nazivom EN ISO 13485:2003/AC:2007 usklađena je s Odredbama EU 93/42/EEC, 90/385/EEC i 98/79/EC koje se odnose na medicinske proizvode.
Norma koju je usvojio CEN pod nazivom EN ISO 13485:2012 usklađena je s Odredbom EU 93/42/EEC koja se odnosi na medicinske proizvode.